# 安藤亀太郎

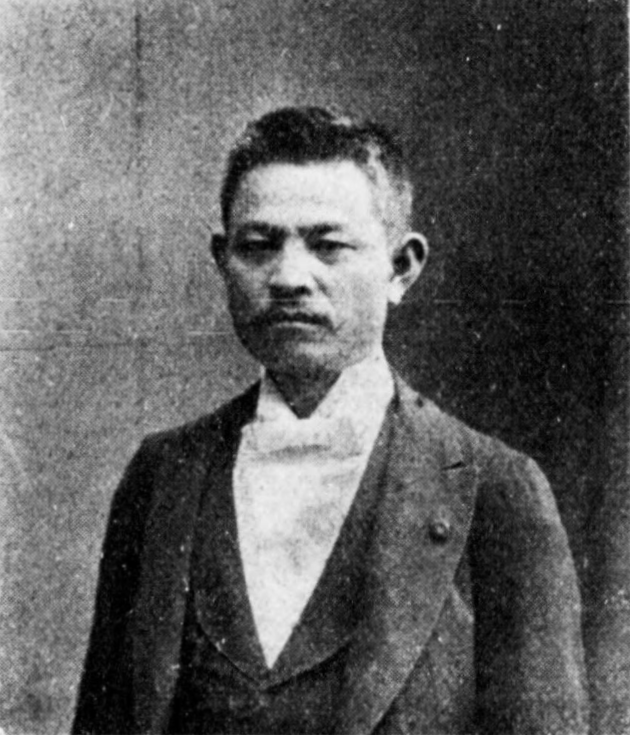
安藤亀太郎

安藤 亀太郎（あんどう かめたろう、1859年6月6日（安政6年5月6日） - 1905年（明治38年）2月1日）は、明治時代の政治家。衆議院議員（3期）。

## 経歴
相模小田原藩領足柄上郡沼田村（神奈川県足柄上郡岡本村、南足柄町を経て現南足柄市）で、名主・安藤為之助の息子として生まれる。1896年（明治29年）7月、東京法学院卒業。1876年（明治9年）8月、第二十一大区七小区足柄上郡沼田村御用掛を拝命し、学務委員を経て、1885年（明治18年）11月、神奈川県会議員に当選する。ほか、足柄上郡連合町村会議員、同郡塚原村外八箇村戸長、徴兵参事員を経て、1889年（明治22年）5月、岡本村長に就任した。1890年（明治23年）2月には神奈川県会議員に再選し、1892年（明治25年）4月、岡本村会議員となった。
1898年（明治31年）3月の第5回衆議院議員総選挙では神奈川県第6区から出馬し当選。つづく第6回、第7回総選挙でも当選し、衆議院議員を3期務めた。のち坐骨神経痛に悩まされ、1905年（明治38年）2月1日、縊死した。